# Вали Аурангабади
Вали́ Аурангабади́ (Деккани́) (урду ولی اورنگ آبادی, ولی دکنی‎; около 1668, Аурангабад, — около 1744, Ахмадабад или Дели) — индийский поэт.
Вали Аурангабади писал на языке урду и его диалекте дакхни. Первым применил термин урду к языку, на котором говорили придворные в Дели. Был мастером разнообразных форм и жанров поэзии. Автор 422 газелей о морали, любви и суфийской философии; касыд о жизни подвижников ислама; месневи, описывающих города и жизнь в них. Эпические поэмы Вали Аурангабади содержат описания природы и городской жизни Индии тех времён. Его произведениям присущ стиль, характеризующийся умеренным употреблением арабо-персидской лексики и простотой изобразительных средств. В истории литературы урду Вали Аурангабади получил почётный титул «Баба-э-рэхта» («отец рехты»).
Литературным учеником Вали считается Афсос.